# Pedro Proença
Pedro Proença Oliveira Alves Garcia, född 3 november 1970 i Lissabon, är en portugisisk fotbollsdomare. Proença dömde sin första match i Primeira Liga 1998, och blev internationell Fifa-domare 2003.